# Roznov (Neamț)
Roznov ist eine Kleinstadt im Kreis Neamț in der Westmoldau in Rumänien.

## Lage
Roznov liegt am Ostrand des Goșman-Gebirges, eines Teils der Ostkarpaten. Durch die Stadt fließt die Bistrița. Die Kreishauptstadt Piatra Neamț befindet sich etwa 15 km nordwestlich.

## Geschichte
Roznov wurde indirekt 1419 erstmals urkundlich erwähnt. Der heutige Name taucht erstmals 1576 auf, als der Ort als zugehörig zum Grundbesitz des Klosters Bistrița genannt wird. In der zweiten Hälfte des 17. Jahrhunderts wurde der Ort Sitz einer weltlichen Herrschaft der Adelsfamilie Ruset. Der Ort nahm mit dem Bau der Eisenbahnlinie von Bacău nach Piatra Neamț im Jahr 1885 einen wirtschaftlichen Aufschwung. Im Oktober 2003 wurde Roznov zur Stadt erklärt.
Die wichtigsten Erwerbszweige sind die Landwirtschaft, die Holzverarbeitung und die Textilindustrie.

## Bevölkerung
Bei der Volkszählung 2002 registrierte man in der Stadt 8726 Einwohner, darunter 8448 Rumänen und 272 Roma. 4867 lebten in der eigentlichen Stadt, die übrigen in den eingemeindeten Ortschaften.

## Verkehr
Roznov liegt an der Bahnlinie von Bacău nach Piatra Neamț/Bicaz. In beide Richtungen verkehren pro Tag derzeit (2009) ca. sieben Nahverkehrs- und zwei Schnellzüge. Es bestehen regelmäßige Busverbindungen nach Piatra Neamț.

## Sehenswürdigkeiten
- Kirche Sf. Nicolae (18. Jahrhundert, umgebaut 1884–1892)

## Persönlichkeiten
- Grigore Cugler (1903–1972), rumänisch-peruanischer Dichter[5]